# Paulo Helber
Paulo Helber (Varginha, 28 de junho de 1992) é um ex-futebolista brasileiro naturalizado timorense que atuava como meio-campista.